# Germaine de Coster
Germaine de Coster (1895–1992) foi uma gravurista francesa.
O seu trabalho está incluído nas colecções do Musée national des beaux-arts du Québec, da National Gallery of Art, em Washington, e do Centre Pompidou, de Paris.